# 切手展

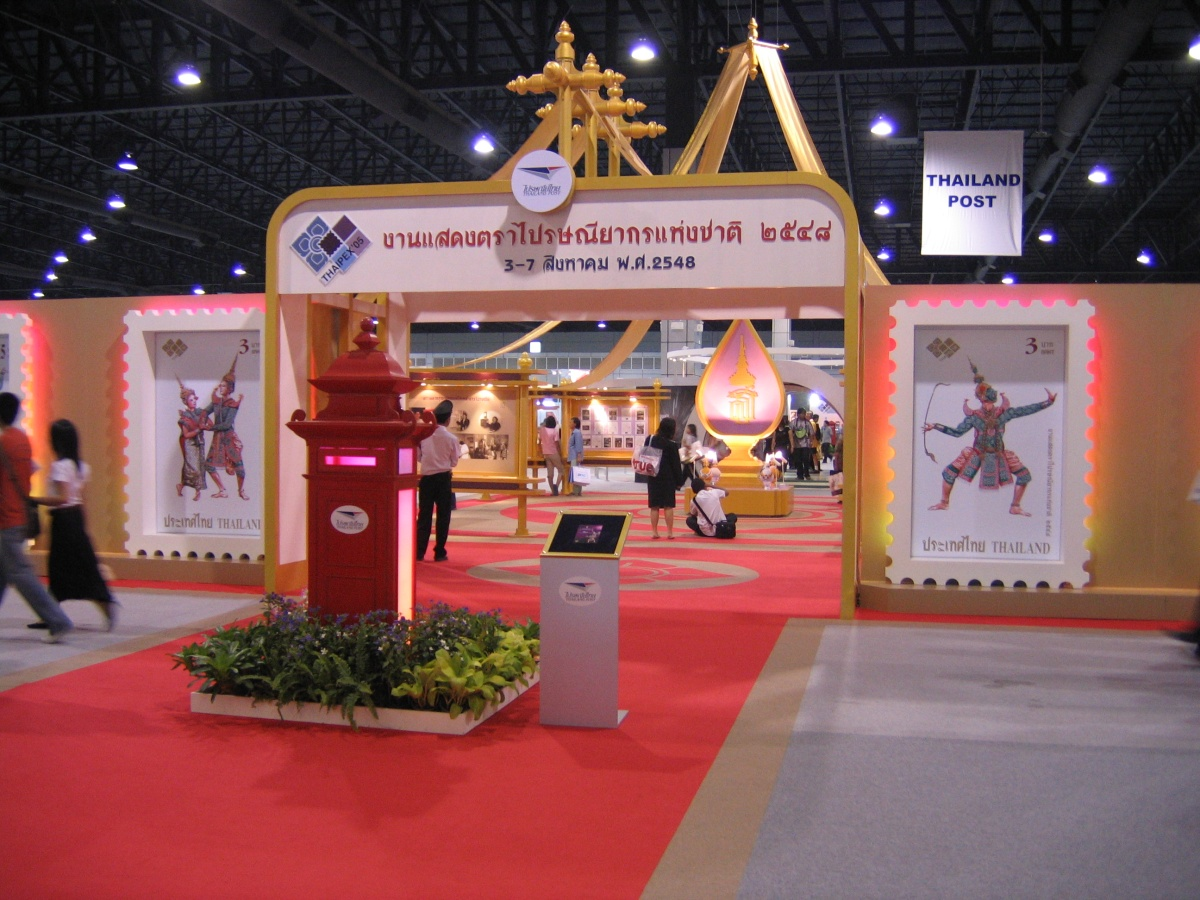
国際切手展の会場（2005年にタイ王国で開催されたタイペックス05の会場）

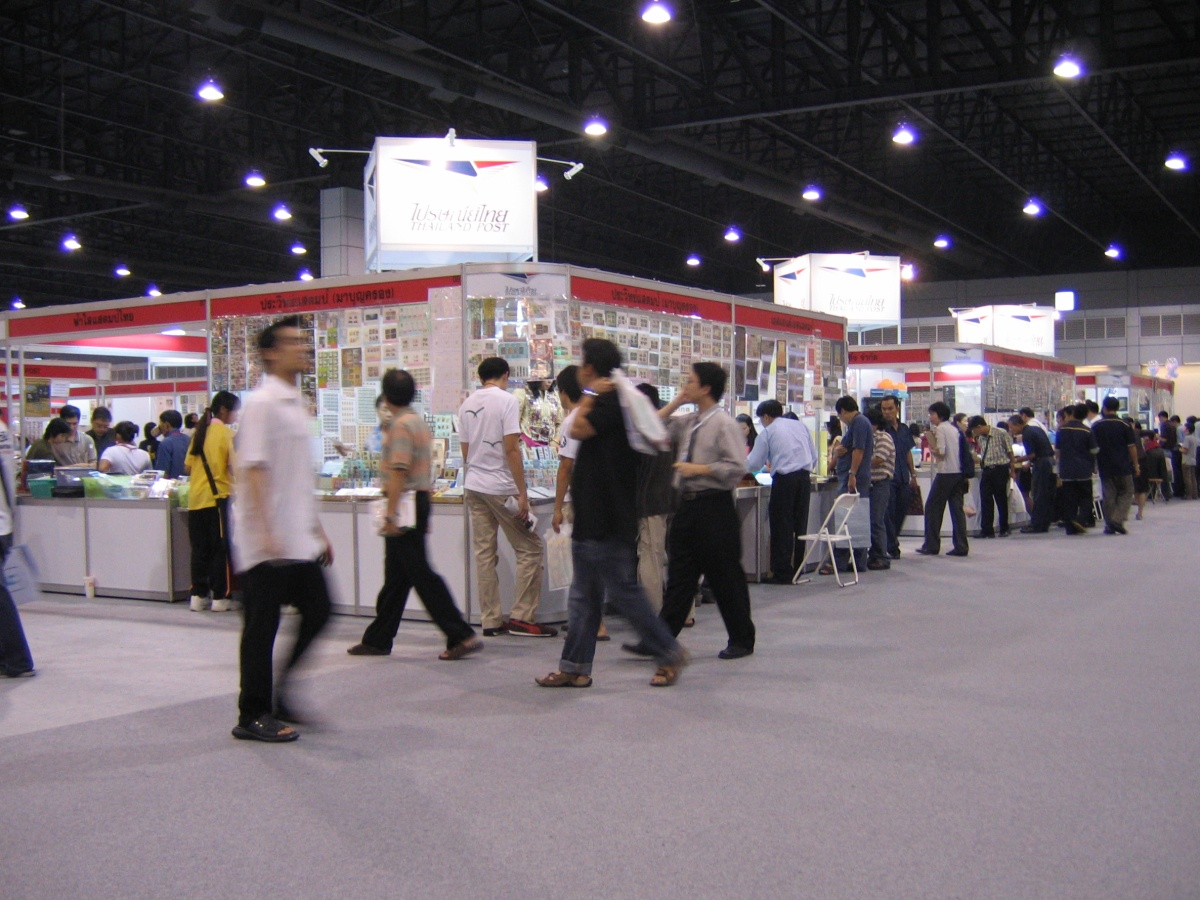
国際切手展の切手商のブース（同上）

切手展（きっててん）とは、切手のコレクションの展覧会である。

## 概要
単に切手を展示している博物館は世界各国にあり、日本では郵政博物館や切手の博物館などで見ることが可能である。
これに対し、切手展では今までに発行された切手の中から、あるテーマに沿って収集し展示用にレイアウトされたコレクションが公開される。切手収集家が自身のコレクションから郵便史コレクションや図案別といったテーマで構成したリーフに切手の歴史的経緯や図案の概要といった説明を施した作品を出品するのであり、そのため切手の背景にある社会的、歴史的事象も掘り下げるものである。また大規模な切手展ではコレクションのコンクールが行われるほか、切手収集家同士の交流会が行われるほか、切手商や郵便事業者の出店ブースが設けられる場合もある。

## 国際切手展
国際切手展は、世界一流の郵趣コレクションを広く公開することで郵趣の普及と拡大を図る目的がある。国際郵趣連盟の加盟国の持ち回りで毎年2 - 3か国で開催されている。また国際切手展には加盟国各国の郵政当局がブースを出店するほか、同じく世界各地の切手商も出店する。また開催国だけでなく参加国も切手展開催記念の記念切手を発行することも少なくない。また中には、本国では販売しない会場限定の記念切手（小型シートなど）を郵政ブースで販売することもある。日本では1971年から10年おきに開催されており、2011年に横浜市で日本国際切手展2011が開催された。2021年の8月に横浜で開催された日本国際切手展2021は新型コロナウイルス感染症の世界的流行の影響で日本国外からの出品数を確保できないことから出品地域をアジアに絞ったアジア国際切手展（第37回）として開催された。

## 日本における切手展の歴史

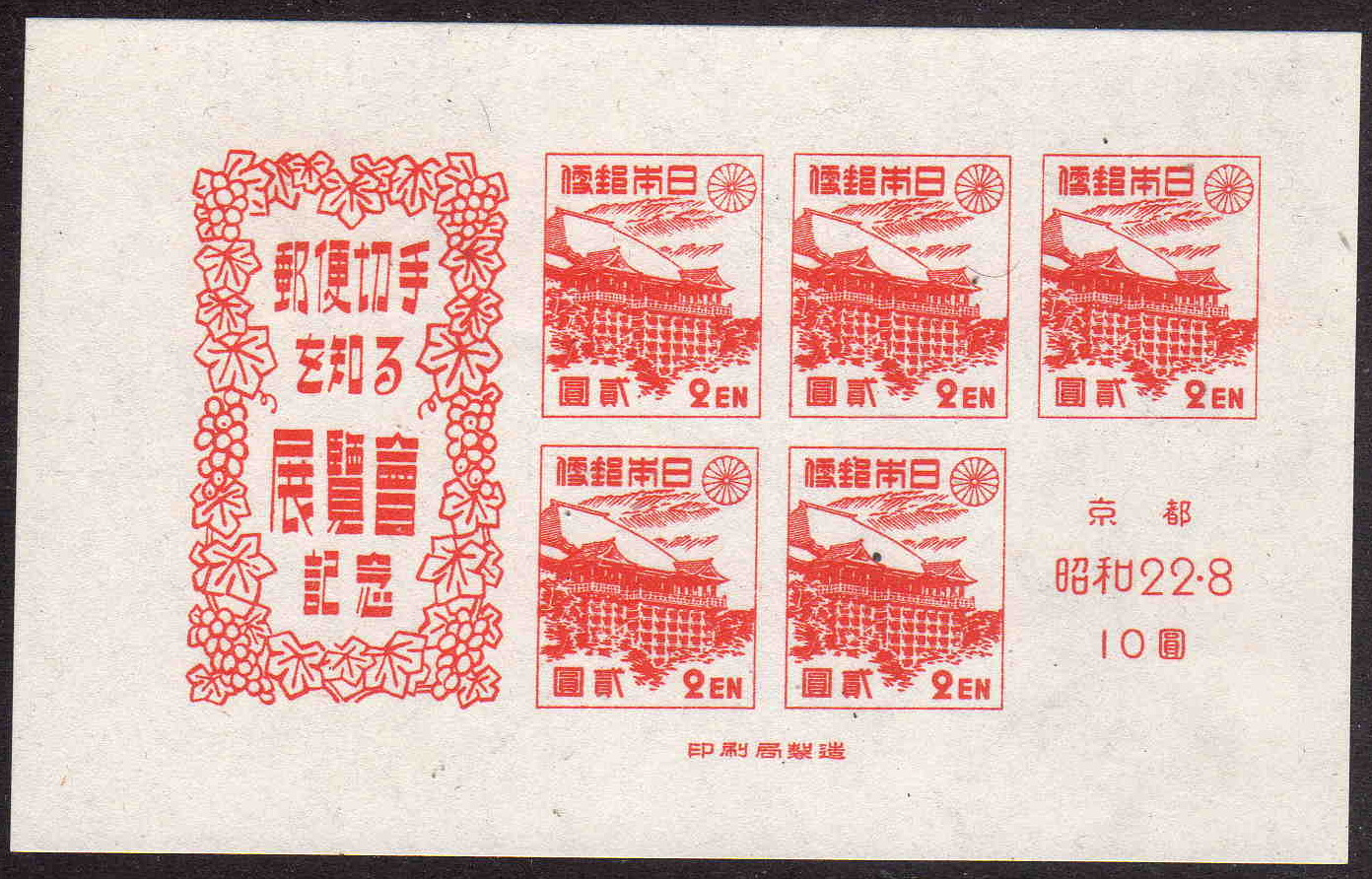
1947年に京都で開催された切手展の記念小型シート、当時の2円普通切手を5枚組み合わせたもの

1945年より旧郵政省と郵趣団体が協力した展覧会が各地で頻繁に開催されたが、これらは郵便事業だけでなく電気通信事業なども含めた逓信事業啓発が中心となり、今日的な展覧会のイメージではなかった。また、この当時全国各地の百貨店などの会場で地方切手展が開催されたが、当時の郵政省は開催地にちなんだ記念小型シートを発行した。しかし多くは普通切手を組み合わせただけのものであったうえに回数も多かったことから切手収集家から濫発乱造と非難された。
全国規模の競争切手展の第1号は、1950年に開催された全日本切手コンクールである。この展覧会は1回だけで終わり、1951年より全日本切手展へと継承された。さらに、1966年より全国切手展、1977年よりスタンプショウが開催されている。
また小規模な切手展は日本各地にある切手収集家の団体が主催して行われることもある。

## 日本における国内切手展
日本で今日開催されている主な国内切手展には全日本切手展、スタンプショウ、全国切手展がある。
- 全日本切手展
毎年7～8月に開催される切手コレクションの展覧会である。2013年までは大手町にある逓信総合博物館で、以降はすみだ産業会館（第1会場）と郵政博物館（第2会場）で開催されている。実行委員会、公益財団法人通信文化協会、一般社団法人全日本郵趣連合主催[3]。
- スタンプショウ
毎年4月下旬に開催される切手コレクションの展覧会。近年は浅草にある都立産業貿易センターで開催されている。公益財団法人日本郵趣協会主催。
- 全国切手展
毎年11月初旬に開催される日本最大の切手コレクションの展覧会でありJAPEXと通称される。近年は池袋にあるサンシャインシティ文化会館で開催されている。公益財団法人日本郵趣協会主催。

## 切手展の構成
審査により採点が行われる競争部門と審査が行われない非競争部門に大別される。
- 競争部門には、チャンピオンクラス、レギュラークラス、ワンフレームクラス、刊行物クラスなどがある。チャンピオンクラスのみ過去の切手展での上位入賞などの特別な出品資格が必要となる。
- 非競争部門には、企画出品、審査員出品などがある。

## 切手展の審査
競争部門では厳密に定められた審査基準に従い、出品者の作品を審査員が審査し、その結果が公表される。
審査結果によりメダルや賞状が出品者に授与される。佳作以上の作品が切手展会場に展示される。

## 切手展の審査員
審査員となるには、郵趣知識、過去の切手展における入賞実績や見習（副審査員）としての経験などが必要である。審査員となる人は収集家、郵趣関係者が多い。
- 内藤陽介 郵便学者。
- 池田健三郎 郵便切手評論家。

## 切手展の出品資格
国際郵趣連盟(FIP)の審査基準に従って開催される国際切手展に関しては、文献部門を除いては各国におけるFIP基準の国内展に出品の上、所定の成績を収めないと出品することができない（GREX第10条）。また出品できる作品の規模（フレーム数で表わされる）についても、過去の成績によって上限が定められている（同第6条）。2021年現在、国際切手展出品の資格を得ることができる日本国内の切手展は全日本切手展と全国切手展、スタンペックスジャパンの3つがあり、いずれもFIPルールに準拠した審査基準を謳っているため、75点以上を取れば国際切手展への出品が可能である。
- GENERAL REGULATIONS OF THE FIP FOR EXHIBITIONS (GREX)

かつては実際に切手展の場に赴かなければ作品を見ることが困難であったが、インターネットの普及に伴い、個人のコレクションや切手展への出品作品をWeb上に公開している収集家が増えており、Webを介して出品作品を見ることも可能となっている。
- 永吉秀夫 （個人コレクションおよび切手展出品作品の画像を掲載）
- 松下孝太郎 （個人コレクションおよび切手展出品作品の画像を掲載）

## 切手展の参観
参観するのに特別な資格は必要ないが、切手展により入場料金が必要な場合がある。